# Jaume Duran Piñana
|  | Per a altres significats, vegeu «Jaume Duran i Castellanos». |

Jaume Duran Piñana (Portbou, 9 de maig de 1884 - ?) va ser un ciclista català que va córrer durant la primera dècada del segle xx i destacava per la seva velocitat. La seva principal victòria fou el Campionat d'Espanya de ciclisme en ruta de 1911.

## Palmarès
- 1908
  -  Campió d'Espanya de Velocitat (1908)
- 1909
  -  Campió d'Espanya de Velocitat (1909)
- 1910
  -  Campió d'Espanya de Velocitat (1910)
- 1911
  -  Campió d'Espanya de ciclisme en ruta (1911)
  -  Campió d'Espanya de Velocitat (1911)